# Hypidalia luteoalba
Hypidalia luteoalba là một loài bướm đêm thuộc phân họ Arctiinae, họ Erebidae.